# Neushoorns

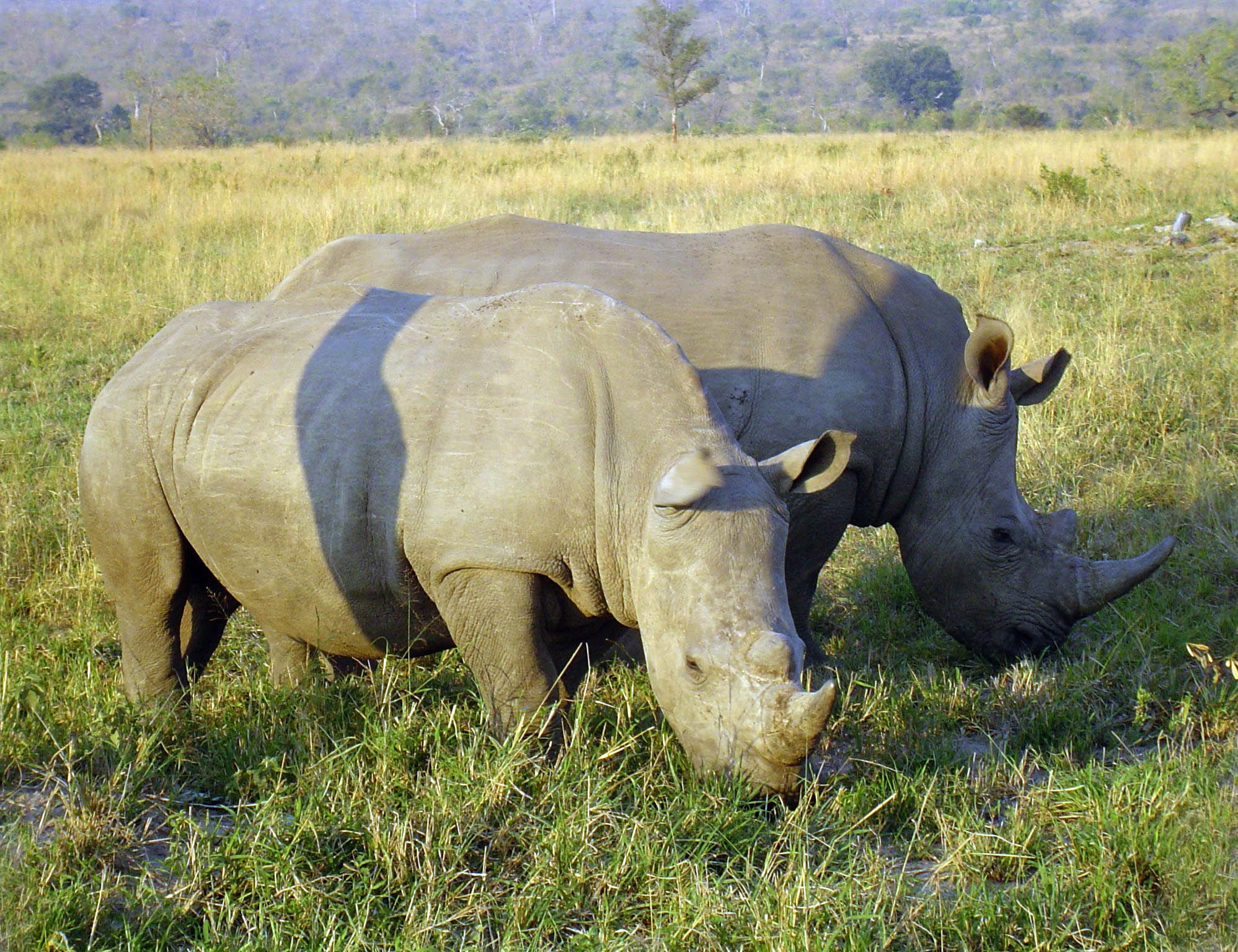
Witte neushoorns, Zuid-Afrika

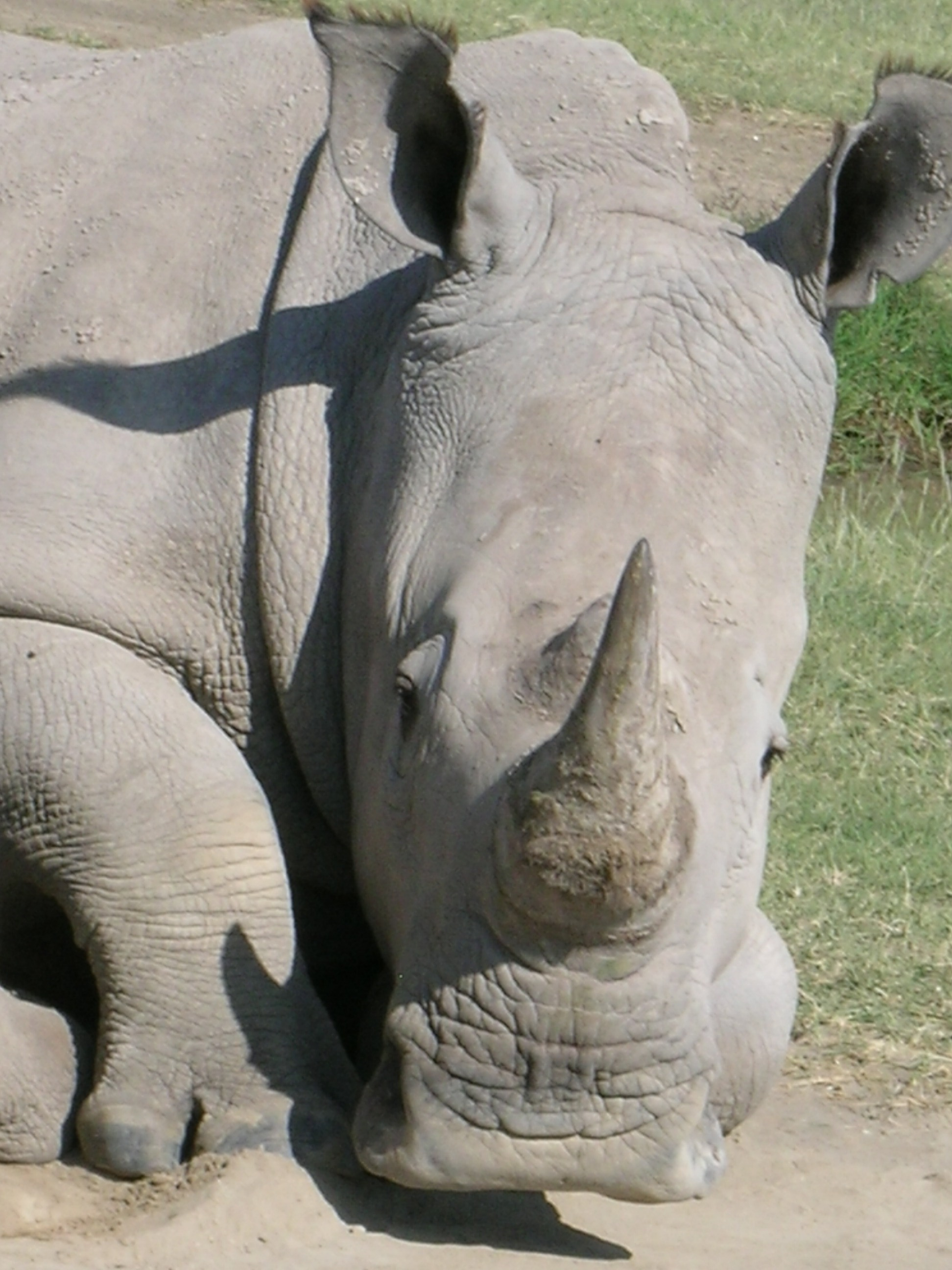
Rustende "wijdlip"

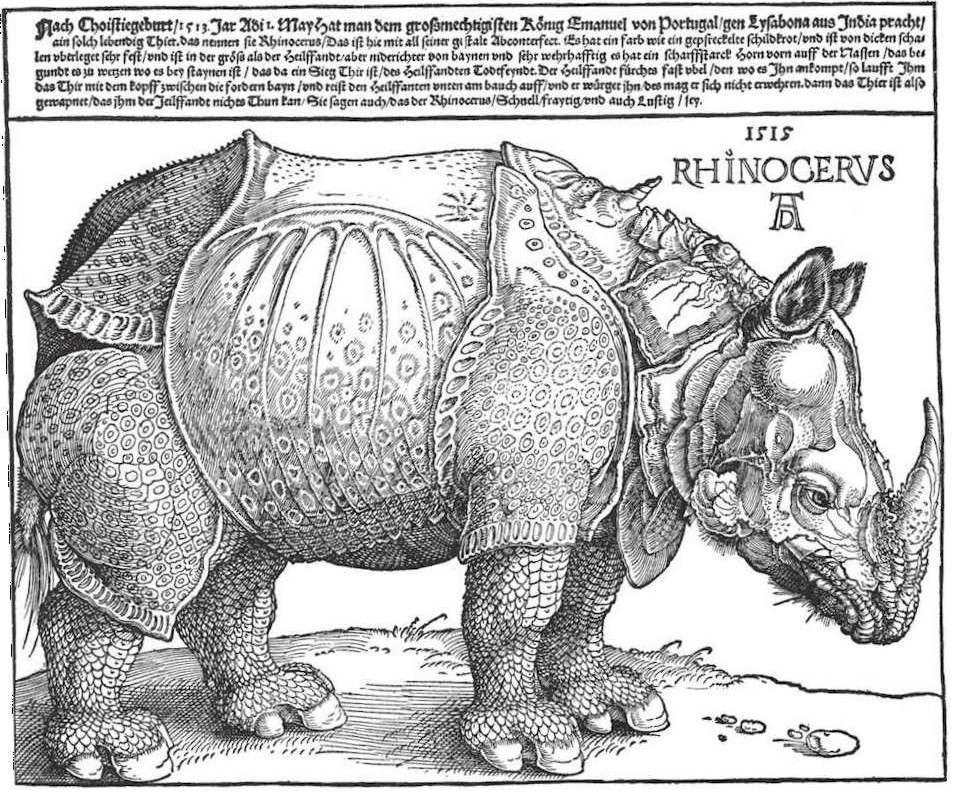
Een van de latere afdrukken van Dürers houtsnede

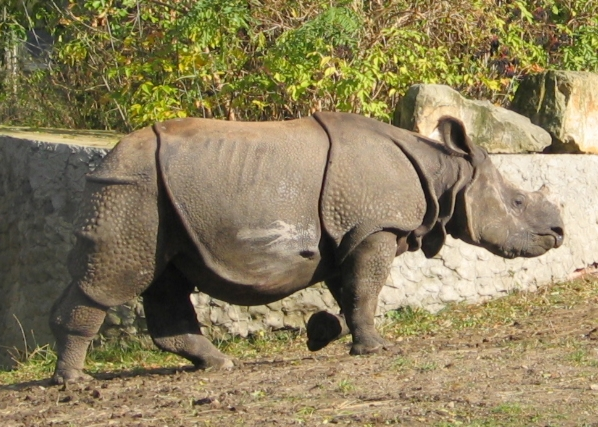
De Indische of pantserneushoorn

De neushoorns (Rhinocerotidae) zijn een familie van grote onevenhoevige zoogdieren die heden ten dage vijf soorten telt die voorkomen in Afrika en Azië. De neushoorn heeft een krom naar achteren groeiende hoorn net achter het beweeglijke deel van de neus; drie soorten hebben daarachter nog een kleinere stomp; bij de Javaanse en de Indische neushoorn ontbreekt die.
Er zijn nog vijf soorten neushoorns, waarvan de meeste in meerdere of mindere mate bedreigd worden in hun voortbestaan door handel in producten van de hoorn.
Elke soort kan per dag wel 100 liter drinken en tientallen kilo's eten. Het voedsel verschilt per soort. Neushoorns die in Afrika leven zijn vooral grazers; ze eten vooral stevig gras of takjes, terwijl Aziatische soorten stevige, grote takken verorberen. De Sumatraanse neushoorn staat bekend om zijn zeer gevarieerde dieet, met allerlei soorten vruchten. Neushoorns zijn na de olifant het grootste landdier. De witte neushoorn wordt groter dan de zwarte neushoorn. Hij wordt 3,7 tot 4 meter lang en kan een gewicht van 3600 kilogram bereiken.

## Naamgeving
Het geslacht waar de familie haar naam aan dankt, Rhinoceros, werd door Linnaeus benoemd in 1758 in de tiende editie van Systema naturae. John Edward Gray gaf als eerste de familie in 1821 een naam Rhynocerotidae, waarbij hij ook een korte beschrijving gaf. Onder artikel 29 (lid 1 - 3) van de ICZN moet de naam van de familie gespeld worden als "Rhinocerotidae" omdat ze gebaseerd is op de naam van het geslacht Rhinoceros; "Rhynocerotidae" is dus een foutieve spelling. Artikel 19.2 schrijft voor dat een foutieve originele spelling gecorrigeerd moet worden maar dat de auteur en het jaar van publicatie desondanks dezelfde blijven. De familienaam moet in dat geval als "Rhinocerotidae Gray, 1821" geciteerd worden. Richard Owen was in 1845 de eerste die de correcte spelling gebruikte. Vanwege Grays spelfout en de daardoor vermeende ongeldigheid van de naam, wordt die daarom vaak onterecht als "Rhinocerotidae Owen, 1845" geciteerd.

## Naamgeving witte en zwarte neushoorn
De Nederlandse en Engelse naam van deze dieren berust op een taalkundig misverstand. Door Afrikaners werden ze puntlip en wijdlip (wijd = breed) genoemd. De Engelsen vatten wijd op als white en dus werd de andere automatisch black. De Nederlanders vertaalden dit weer als witte en zwarte neushoorn.

## Materiaal en opbouw van de hoorn
Terwijl holhoornigen een hoorn hebben met een botkern met alleen de buitenkant van hoornmateriaal, ontbreekt bij neushoorns die beenkern. Hun hoorn is opgebouwd uit keratine, zoals menselijke nagels en haar. De materiaalstructuur doet denken aan die van hoeven, en aan de snavels van schildpadden en kaketoes.
In 2006 toonden CT-scans van Ohio University aan hoe dit haarachtige materiaal in zo'n kromme en scherpe vorm kan groeien. In de kern groeien jaarlijks afzettingen van calcium die het materiaal hard maken en van melanine die afbraak door uv-straling voorkomen. Buiten de kern ontbreken die stoffen, zodat de buitenkant zachter is en verweert door zonlicht. Bij het wroeten en grazen tussen bomen en struiken en bij het vechten wordt de zachtere buitenkant in zijn karakteristieke kromming geslepen en gescherpt. Ook schuren de dieren hun hoorn langs stenen als ze de kans krijgen.
Aan de hoorn van de neushoorn worden magische en genezende krachten toegekend. In enkele Zuidoost-Aziatische landen is gemalen neushoornpoeder opgelost in warm water een traditioneel geneesmiddel tegen onder meer koorts, reuma en jicht. In de traditionele Chinese geneeskunde wordt het (Cornu Rhinoceri Asiatici (犀角, xījiǎo) voorgeschreven als middel tegen koorts en convulsies. Hoewel dat vaak beweerd wordt, wordt de hoorn niet gebruikt als potentieverhogend middel.
Om stroperij te voorkomen wordt de hoorn soms behandeld met een gif dat onschadelijk is voor het dier, maar een mens ziek maakt.

## Neushoorns in de beeldende kunst

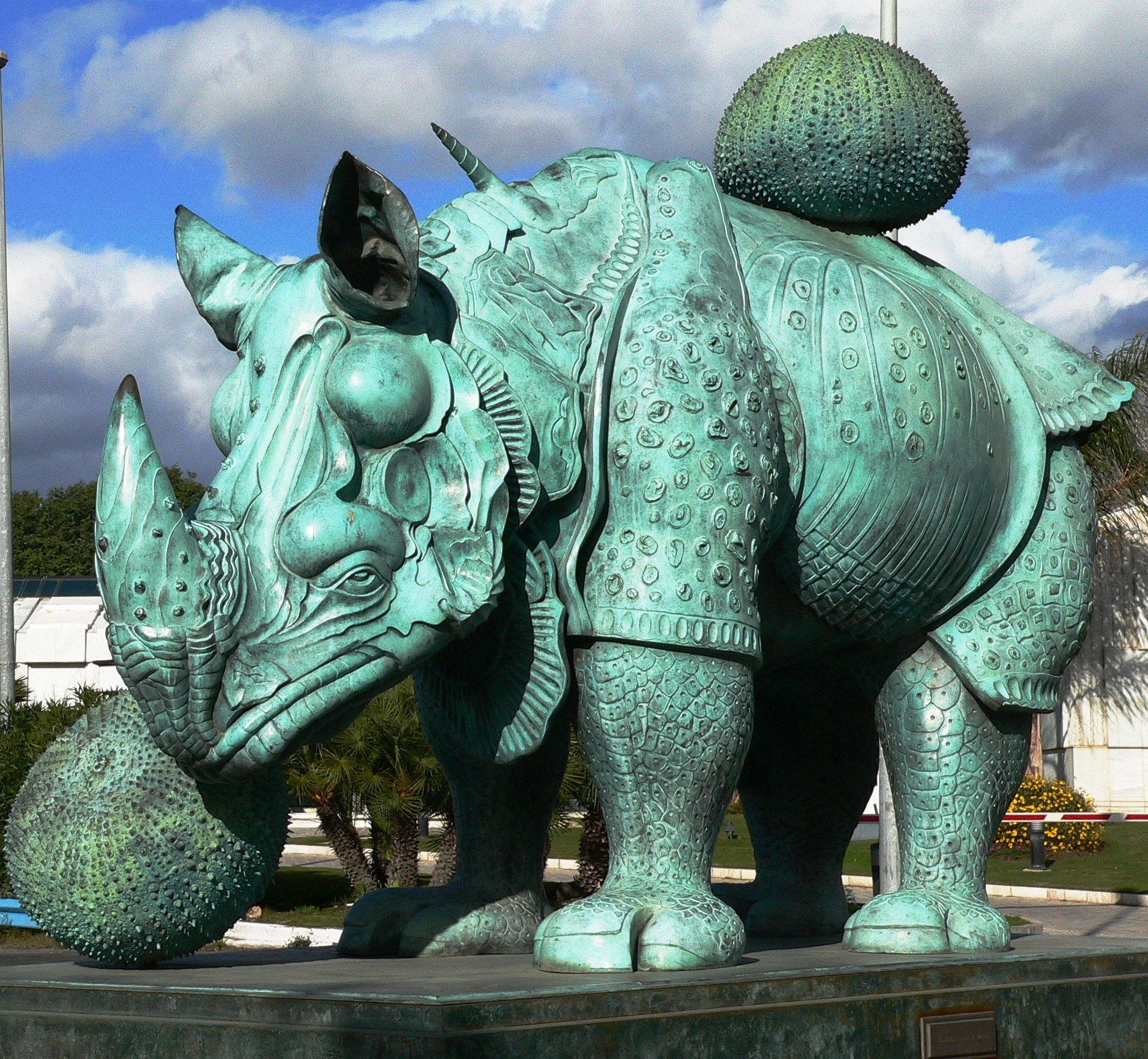
Rinoceros door Salvador Dalí, 3600 kilo, 1956, Puerto José Banús, Marbella

De neushoorn, als ontzagwekkend dier, heeft kunstenaars al eeuwenlang geïnspireerd. In Afrika zijn ze zelfs al gevonden in rotsschilderingen die teruggaan tot het 7e millennium v.Chr. In Europa zijn neushoorns wellicht sinds de Romeinse tijd niet meer gezien, en er werd lang getwijfeld aan hun bestaan, maar daar kwam op 20 mei 1515 een eind aan toen er bij de Lissabonse Torre de Belém een aan land gebracht werd.
Albrecht Dürer baseerde zijn thans wereldberoemde houtsnede "Rhinocerus" op deze Indische neushoorn. Een afdruk die hij daarvan maakte, is tegenwoordig te bewonderen in Londen, op een prominente plaats in het British Museum. Nog afgezien van de artistieke kwaliteiten blijkt Dürers vakmanschap uit de gelijkenis met het dier dat hij slechts kende van brieven en een schets. Van de details klopt weinig, maar uitstraling en grondvorm zijn goed getroffen. In de 18e eeuw was het de eveneens Indische, tamme neushoorn Clara die tot de verbeelding van kunstenaars sprak. Terwijl Dürers neushoorn al begin 1516 in de Middellandse Zee verdronk bij een verscheping, werd Clara tot haar dood 17 jaar lang in heel Europa tentoongesteld.

## Taxonomie
Er bestaan nog vijf neushoornsoorten, waarvan enkel de zuidelijke ondersoort van de witte neushoorn (Ceratotherium simum simum) niet ernstig bedreigd is; alle andere soorten zijn zeer kwetsbaar of staan op uitsterven (dit laatste geldt voor alle Zuidoost-Aziatische soorten). Daarnaast zijn er meer dan 200 fossiele soorten bekend:
- Familie Rhinocerotidae[11]
  - Onderfamilie Rhinocerotinae
    - Stam Aceratheriini
      - †Aceratherium
      - †Acerorhinus
      - †Alicornops
      - †Aphelops
      - †Chilotheridium
      - †Chilotherium
      - †Dromoceratherium
      - †Floridaceras
      - †Hoploaceratherium
      - †Mesaceratherium
      - †Peraceras
      - †Plesiaceratherium
      - †Proaceratherium
      - †Sinorhinus
      - †Subchilotherium

    - Stam Teleoceratini
      - †Aprotodon
      - †Brachydiceratherium
      - †Brachypodella
      - †Brachypotherium
      - †Diaceratherium
      - †Prosantorhinus
      - †Shennongtherium
      - †Teleoceras

    - Stam Rhinocerotini
      - †Gaindatherium
      - Rhinoceros
        - Rhinoceros unicornis - Indische neushoorn of pantserneushoorn
        - Rhinoceros sondaicus - Javaanse neushoorn

    - Stam Dicerorhinini
      - †Coelodonta
      - Dicerorhinus
        - Dicerorhinus sumatrensis - Sumatraanse neushoorn

      - †Dihoplus
      - †Lartetotherium
      - †Stephanorhinus
        - †Stephanorhinus etruscus - Etruskische Neushoorn

    - Stam Dicerotini
      - Ceratotherium
        - Ceratotherium simum - Witte neushoorn of breedlipneushoorn

      - Diceros
        - Diceros bicornis - Zwarte neushoorn of puntlipneushoorn

      - †Paradiceros

  - Onderfamilie Elasmotheriinae
    - †Gulfoceras
    - Stam Diceratheriini
      - †Diceratherium
      - †Subhyracodon

    - Stam Elasmotheriini
      - †Bugtirhinus
      - †Caementodon
      - †Hispanotherium
      - †Huaqingtherium
      - †Iranotherium
      - †Kenyatherium
      - †Meninatherium
      - †Menoceras
      - †Ougandatherium
      - †Parelasmotherium
      - †Procoelodonta
      - †Sinotherium